# Târgu Cărbunești
Târgu Cărbunești is een stad (oraș) in het Roemeense district Gorj. De stad telt 9047 inwoners (2007).

## Geboren
- Lidia Şimon (1973), atlete